# Chalcis pymi
Chalcis pymi är en stekelart som beskrevs av Cameron 1905. Chalcis pymi ingår i släktet Chalcis och familjen bredlårsteklar. Inga underarter finns listade i Catalogue of Life.